# 保谷車両管理所
保谷車両管理所（ほうやしゃりょうかんりしょ）は、かつて東京都西東京市に存在した西武鉄道の車両基地である。2000年（平成12年）3月の組織変更に伴って車両管理業務を武蔵丘車両管理所へ移管し、保谷電留線（ほうやでんりゅうせん）と改称された。電留線への格下げ後は主に保谷駅を始発・終着とする列車の留置線として用いられている。かつては夜間早朝に小手指車両基地より係員2名が派遣されラッシュ時営業線対応に当たっていたが、2025年3月を持って係員の派遣を終了している。

## 概要
上り本線沿いに10両編成が2編成収容できる留置線（21・22番線) 、総合事務所側に8両編成が6編成収容できる留置線 (23・24・25・26・27・28番線) があり、日中の留置ないし夜間滞泊が行われている。なお、人身事故などの輸送障害でダイヤが乱れた場合、当駅止まりの列車がここに一旦収容され、折り返し運用に入ることもある。
かつては、旧4・5・6・7番線とピット内12・13・14番線、および保谷駅ホーム2番線北側の引き上げ線が使用停止となっていた。また、電留線の入口付近の踏切横に西武鉄道保谷総合事務所ビルが建設され、検修棟・管理棟も撤去されたうえでピット線も使用停止となっている。2018年現在、ピット線は電留線となり、使用を再開している。

以前は敷地裏手に鉄道職員への専門教育（動力車操縦者の習得など）を行うための養成所が設けられていたが、現在は東村山市秋津町に移転している。また、同所には5形蒸気機関車5号機とE11形電気機関車12号機が静態保存されている。

## 歴史

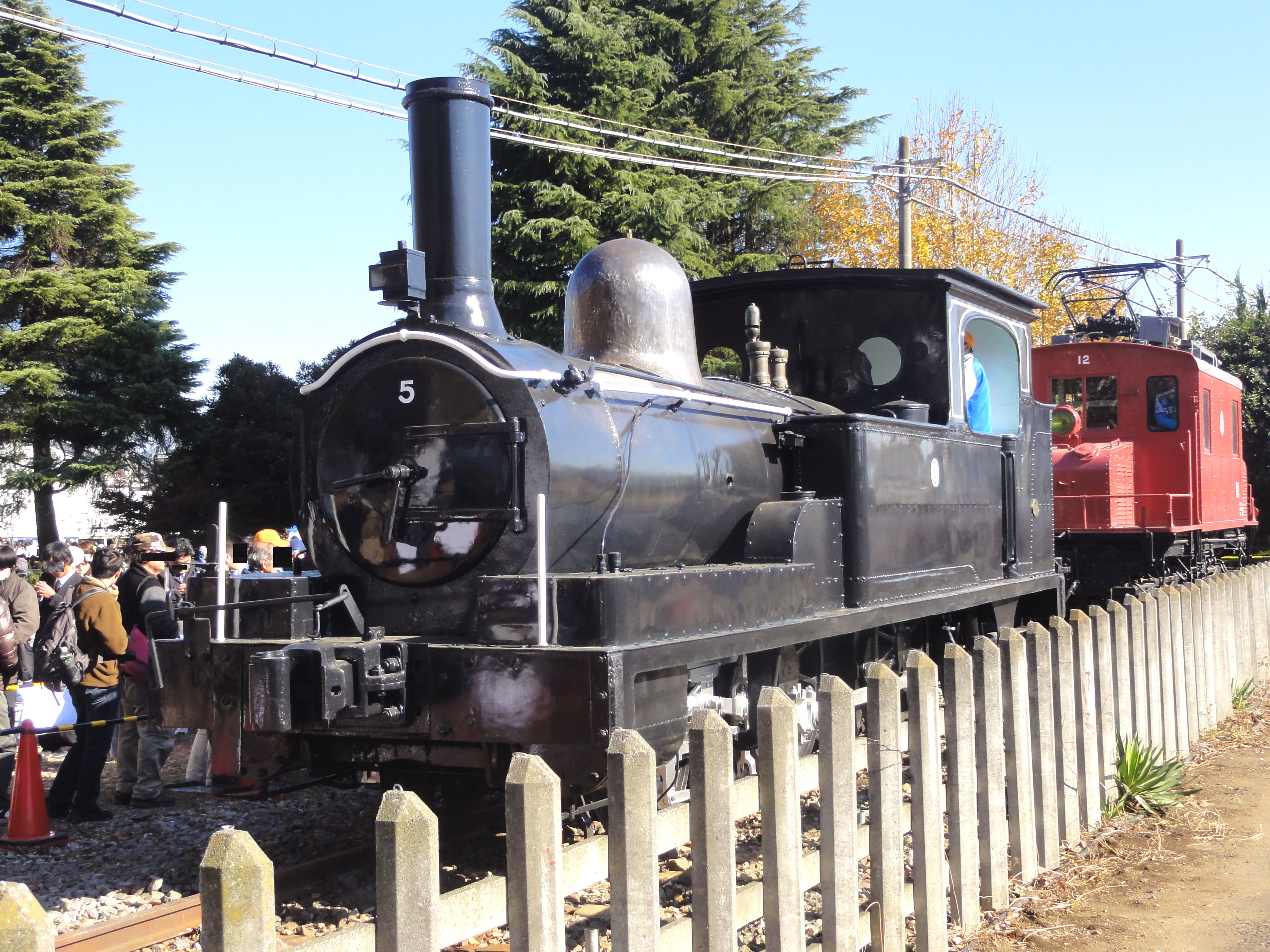
静態保存されている機関車

1922年（大正11年）10月に西武鉄道の前身事業者である武蔵野鉄道によって保谷電車庫として開設された。戦後は保谷車両工場（復興社保谷車両工場）として車両の検査・修繕ならびに製造業務を担当したが、1950年（昭和25年）にそれらの業務は復興社所沢車両工場へ集約された。その後保谷車両管理所への改称が行なわれ、池袋線の車両管理を担ったが、車両の増備や編成の長大化に伴って敷地が手狭となったことから、前述の通り2000年（平成12年）3月に埼玉県飯能市に新設された武蔵丘車両管理所（現・武蔵丘車両基地）へ組織を移管、当所は車両配置のない電留線へ格下げされた。

### 年表
- 1922年（大正11年）10月1日 - 池袋線の前身である武蔵野鉄道保谷電車庫として開設。
  - その後、2回に渡って車庫の増改築が行われる。
- 1950年（昭和25年） - 所沢車両工場が保谷車両工場を統合。
- 1964年（昭和39年）5月1日 - 西武鉄道保谷養成所使用開始。
- （時期不明） - 保谷2号踏切を廃止し、歩道橋設置。10両編成3本留置可能の電留線（現在の1 - 3番線）増設。洗浄線移設。
- 1980年（昭和55年）3月26日 - 現在の形になる。
- 2000年（平成12年）3月 - 池袋線車両所武蔵丘車両基地へ組織移転。保谷電留線となる。
- 2008年（平成20年） - 一部の施設の使用停止と撤去が始まる。
- 2012年（平成24年）
  - 5月13日 - 西武鉄道創立100周年を記念してE11形電気機関車の一般公開が実施される[4]。
  - 11月25日 - 西武鉄道創立100周年を記念して5形蒸気機関車の一般公開が実施される[3]。